# Cristian Nazarit
Cristian Nazarit Truque (Villa Rica, 13 agosto 1990) è un ex calciatore colombiano, di ruolo attaccante.

## Palmarès

### Club

#### Competizioni nazionali
- Copa Colombia: 1

Santa Fe: 2009